# Jan Strusiński

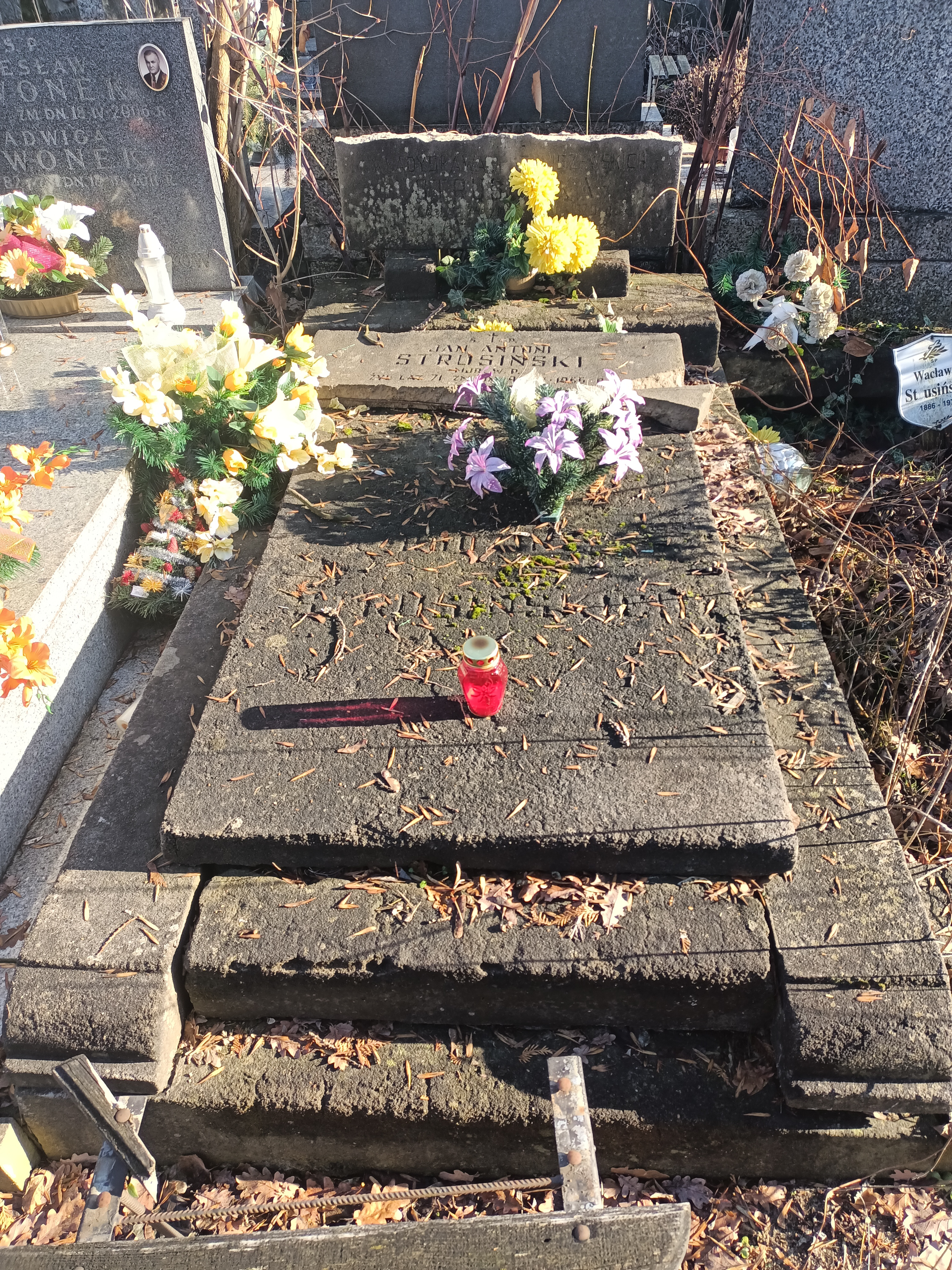
Grób Jana Strusińskiego na Cmentarzu Bródnowskim w Warszawie

Jan Antoni Strusiński (ur. 28 marca 1895 w Warszawie, zm. 9 sierpnia 1966) – major żandarmerii Wojska Polskiego.

## Życiorys
Jan Antoni Strusiński urodził się 28 marca 1895 roku w Warszawie. Ukończył gimnazjum i cztery semestry w Instytucie Gospodarstwa Wiejskiego i Leśnictwa w Puławach. W 1910 roku został członkiem Polskiego Towarzystwa Gimnastycznego „Sokół”. W 1914 roku, w czasie I wojny światowej, był organizatorem i instruktorem Straży Obywatelskiej w Warszawie. W latach 1915–1917 działał w Polskiej Organizacji Wojskowej na terenie Warszawy. Utrzymywał kontakt pomiędzy POW, a oddziałami legionowymi, a także ukrywał zbiegłych z obozów internowanych członków POW i Legionistów. Od 1 października 1917 roku do 18 lipca 1918 roku był słuchaczem Klasy „C” Szkoły Podchorążych Piechoty w Ostrowi Mazowieckiej. W Szkole założył tajną organizację, mającą na celu krzewienie idei niepodległościowej. W listopadzie 1918 roku wziął udział w rozbrajaniu Niemców.
Z dniem 1 września 1924 roku został przeniesiony z 1 Dywizjonu Żandarmerii do Wydziału Żandarmerii Departamentu I Piechoty Ministerstwa Spraw Wojskowych na stanowisko referenta. Od czerwca 1927 roku pełnił służbę w Dowództwie Żandarmerii Ministerstwa Spraw Wojskowych w Warszawie. 19 marca 1928 roku awansował na kapitana ze starszeństwem z 1 stycznia 1928 roku i 2. lokatą w korpusie oficerów żandarmerii. W 1932 roku pełnił służbę w Biurze Personalnym Ministerstwa Spraw Wojskowych w Warszawie. 2 sierpnia 1933 roku został przeniesiony do Ministerstwa Spraw Wewnętrznych na okres sześciu miesięcy. Z dniem 31 stycznia 1934 roku został przeniesiony do rezerwy z równoczesnym przeniesieniem w rezerwie do 1 Dywizjonu Żandarmerii w Warszawie. Na stopień majora został mianowany ze starszeństwem z 19 marca 1939 i 1. lokatą w korpusie oficerów rezerwy żandarmerii.
Pochowany na cmentarzu Bródnowskim w Warszawie (kwatera 16B-4-23).

## Ordery i odznaczenia
- Krzyż Niepodległości (9 listopada 1931)[11]
- Krzyż Kawalerski Orderu Odrodzenia Polski
- Srebrny Krzyż Zasługi (16 marca 1928)[12]
- Krzyż Kawalerski Orderu Gwiazdy Rumunii (Rumunia)